# Cyanotinae
Cyanotinae es una subtribu de plantas con flores de la familia Commelinaceae.  El género tipo es: Cyanotis D. Don. Contiene los siguientes géneros

## Géneros
- Amischophacelus R. S. Rao & Kammathy = Cyanotis D. Don
- Belosynapsis Hassk.
- Cyanotis D. Don
- Tonningia Neck. ex A. Juss. = Cyanotis D. Don